# NGC 6539
NGC 6539 је збијено звездано јато у сазвежђу Змијоноша које се налази на NGC листи објеката дубоког неба.
Деклинација објекта је - 7° 35' 7" а ректасцензија 18h 4m 49,8s. Привидна величина (магнитуда) објекта NGC 6539 износи 8,9. NGC 6539 је још познат и под ознакама GCL 85.